# 魯德尼亞 (羅日謝區)
50°54′20″N 25°18′9″E / 50.90556°N 25.30250°E
魯德尼亞（烏克蘭語：Рудня），是烏克蘭的村落，位於該國西部沃倫州，由盧茨克區負責管轄，始建於1545年，面積2.09平方公里，海拔高度181米，2001年人口618，人口密度每平方公里295.69人。